# Medicina celtíbera
Los celtas o celtíberos confundidos en España y en el principio de su dominación, con el término de Fenicia y concluyendo para dar origen a la incursión de los griegos, trasportaron consigo mismos su religión, sus ciencias, sus leyes, sus ritos y costumbres de las cuales se aprovecharon los primitivos españoles con quienes se comunicaron, lo mismo que los griegos con quienes se confundieron. A un lado, cuanto ajeno no nos pertenezca, para señalar aquello que concierna a la historia de la ciencia.
Los filósofos celtas a cuyo cuidado estaba el cultivo de las ciencias, se dividían en tres secciones y eran estas, los Vates o avates, los basdos y los druidas, siendo aquestos últimos los más sabios de todos y quienes por haber cultivado la ciencia de curar, nos interesan. Entre las ciencias que enseñaban era una la médica, pero con tal recogimiento y misterio que sus escuelas eran subterráneos muy ocultos, a cuyas circunstancias debieron aquellos hombres el título de oráculos los demás, teniéndoles como superiores en todos sus actos y determinaciones por materiales que apareciesen, llegaron hasta el extremo de creerles partícipes de los arcanos divinos, intérpretes de los dioses e intercesores entre estos y los hombres. A esta altura de tiempos debemos remontar la medicina española.
Entre ellos, el desempeño de la medicina no consistía en la simplicidad sino que comprendieron la necesidad de dirigir los pueblos para preservarles de las enfermedades. Sus preceptos para conseguirlo eran reducidos pero conducentes: aconsejaban un buen régimen de vida, proscribían el uso de cualquier licor y disminuían la efervescencia humoral con el uso abundante del cocimiento de cebada mezclado con miel al cual llamaron hidromiel. Fueron rigorosamente los primeros higienistas sin que por esta cualidad desatendieran la patología y terapéutica, trazadas por sus antepasados. Así que, cuando percibían alguna enfermedad en sus dirigidos, trataban aunque misteriosamente de combatirla con remedios bien naturales y sencillos sacados del reino vegetal y recogidos de la naturaleza con tantas ceremonias misteriosas, que por sí solas eran capaces de sostener su crédito, entre aquellas gentes sencillas a la par que supersticiosas. La verbena, la pulsatila y el musdago (especie de musgo) eran sus plantas favoritas y no es necesario repetir que su propinación lo mismo que la de la goma de algunos vegetales, se hacía con toda solemnidad y ceremonia. La patología general aun cuando no la comprendieron empezó a conocerse, siendo en su consecuencia las enfermedades todas, clasificadas en dos grandes grupos o extensas secciones: curables unas e incurables otras y en dos clases también divididos los celtas médicos: 
- la primera y más sublime por sus luces, era constituida por las sacerdotisas, quienes en el templo siempre eran las únicas que poseían los secretos para dirigir las enfermedades incurables
- la segunda la formaban los druidas, a cuyos conocimientos estaba el cuidado de las enfermedades curables.

Esta misma distinción de enfermedades incurables y curables, de médicos sacerdotisas y de médicos druidas, encargados cada cual de la curación de unas; y sobre todo, los misterios y la superstición con que se propinaban los remedios para combatir las primeras (incurables) patentizan el culto gentílico en España y lo mucho que prestó al ejercicio de la ciencia y como de otra suerte cuando hemos reparado que sus primitivos pobladores confundidos naturalmente con los fenicios y egipcios, recibieron de estos sus creencias religiosas. Estas mismas divinidades transportadas primero a la Bética y especialmente a Itálica y después al resto de la península, fueron reverenciadas. La medicina por su parte y acaso mejor los druidas por sus mismos intereses, la erigieron templos de adoración en varios pueblos, señalando a cada uno, una divinidad de las admitidas y que le daba el nombre. 
- Tarragona, Antequera, Sevilla y Guadix dieron culto en templos adecuados a Isis, reputado como Dios gentílico de la medicina
- Sancti Petri a Hércules
- Antequera y Valencia del Cid a Serapis
- el Dios Apolo admitido también como médico aunque mitológicamente tenía sus templos en Osuna, en Caldas de Montbui y en Antequera
- Esculapio en Cartagena, en Osuna, en Idaña y en Valencia en el mismo sitio donde se edificó después el templo de la virgen de los desamparados
- en Mataró, en Tortosa y en los Barrios se rindió culto al Dios Mercurio
- en Duraton a Termegisto
- a Osiris en Algeciras y Gibraltar
- al Dios Pan en Vélez-Málaga y en Benicarló
- a Diana como Diosa de la medicina, en Murviedro y en Albarracín.

## Influencia sobre Grecia
Cuando consultamos la historia médica hispano-greca y apenas encontramos datos de su influencia en los progresos ulteriores de la ciencia, nos vemos precisados a negar respecto a España la que tuvieron en las otras naciones a las cuales lo mismo que a ésta, llegaron las incursiones de los habitantes griegos, lo cual nada es de extrañar teniendo en cuenta que la Grecia primitiva de estas incursiones, conocida en la historia con el nombre de Asiática era inculta y de conocimientos limitados. Además, las colonias egipcias, fenicias y otras como las celtíberas y cartaginesas que las habían precedido, más bien la prestaron que recibieron de ella. Con todo, creyendo que los dioses enviaban las enfermedades y particularmente la peste y el mal de corazón, les erigieron en España y en sus colonias de Denia, (reino de Valencia) los templos de Diana, de Éfeso y de Minerva dedicados al culto de estas divinidades a los cuales acudía un inmenso gentío de supersticiosos y adoradores. Algunas de estas mismas colonias más supersticiosas aún no se contentaron con los númenes referidos sino que divinizaron a los astros. La luna y la luz eran invocadas bajo los nombres de Lucina, Diana y Proserpina en caso de enfermedades y en el parto esta última como protectora de él. Y no paró en esto solo, sino que para mayor veneración y reverencia de estas mismas divinidades a unas se las erigieron templos, a otras, inscripciones sobre lápidas, sin duda para eterna memoria. En Valencia y Tarragona tuvieron culto Serapis e Isis divinidades de origen egipcio. Al menos, así nos lo demuestran numerosas inscripciones.

## Características de la nueva ciencia
Estos ritos religiosos generalizados en España y en tiempo de los egipcios, fenicios, celtíberos y cartagineses mucho antes que en el de los griegos, dio origen según llevamos manifestado, a la exposición de los enfermos en los templos y calles públicas; y de su observación obtuvieron los resultados de una exacta analogía, los cuales trasmitidos después a Grecia sirvieron de tanto para la fundación de la medicina hipocrática. A esta misma época, corresponde y pertenece la composición de un medicamento llamado Salsamentum que los españoles preconizaban para el tratamiento de varias enfermedades y que después le vimos aconsejado por Hipócrates en la curación de las hidropesías. Pero al mismo tiempo que encontramos entre los primitivos españoles una ciencia de curar más o menos rudimentada, hallamos en la historia misma que sus enfermedades sobre no ser muy multiplicadas, eran benignas y poco complicadas, todo muy conforme y natural, atendida la sencillez con que vivieron aquellos primeros compatricios. Todos sus agentes funcionales eran tan regularizados, que bien raras veces por su acción sobre el organismo, le hacían perder el equilibrio. Sencillez y soltura en sus vestidos en forma de gabán o de sayos; limpieza de su cuerpo por la costumbre de lavárselo a menudo, desconocer toda clase de adornos y cosméticos, frugalidad en su alimentación con sustancias vegetales harinosas y feculentas, poco condimentadas sin otra bebida que alguna cerveza y en abundancia el agua pura y de corriente, una vida alegre y pastoril amenizada con recreos alegres y sencillas diversiones al aire libre, la principal el baile; lechos saludables formados de paja o hierbas secas; reuniones en sitios nada estrechos, la costumbre de arrojar a los ríos y quemar los cadáveres, por último no hallarse fatigados con el cúmulo de pasiones morales y afectivas que en herencia nos tienen delegadas la sociedad y la civilización; no son más bien causas que contribuirían a la conservación de la salud de aquellos hombres en vez de obrar como morbíficas sobre unos organismos.
Ya en este tiempo las ciencias de curar no se manejaban por el instinto solo de conservación como en nuestros primitivos tiempos, ni tampoco la observación empírica de los hechos, era el único norte para el conocimiento y curación de las enfermedades. De otras fuentes brotaban los raudales que habían de fertilizarla. Y estas fuentes eran como hemos visto, la observación, la analogía, la imitación y la casualidad. Presentar y ofrecer a la atención pública toda clase de enfermedades fue dar a conocer que de un atento examen fundado en la exacta observación, había de deducirse por una estudiada analogía, la diferencia de las enfermedades entre sí. Por otro lado, la imitación y la casualidad proporcionando a los primeros médicos españoles el conocimiento de varios medicamentos vegetales que según hemos visto, propinaban para el tratamiento de las enfermedades, echaron los primeros cimientos a la materia médica y terapéutica. De todos estos extremos pudieramos inferir, que en algún modo la ciencia era dogmática, porque no podían admitir los hechos y los resultados de sus medicaciones sin ciertos actos misteriosos. Había en fin, descripciones de enfermedades, colocadas por los sacerdotes en los templos: había preceptos higiénicos, había medicamentos, se hacía de estos y de aquellos aplicación según los cálculos más o menos hipotéticos que constituían el dogma o teoría de la ciencia. En consecuencia, había una medicina aun cuando en estado embrional.